# Fosseta loreal

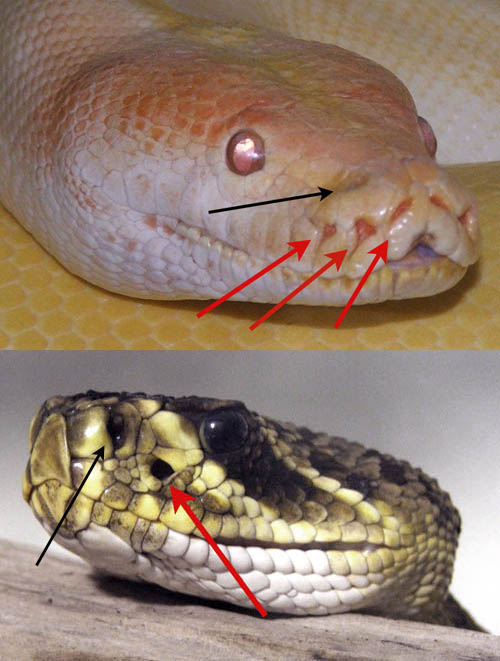
Uma python (topo) e uma cascavel, com setas indicando a posição das fossetas labiais e fossetas loreais (em vermelho) e narinas (em preto).

Fosseta loreal é um órgão sensorial termorreceptor presente nas serpentes da família Viperidae, capaz de detectar variações mínimas de temperatura, dependendo da espécie pode ter sensibilidade para uma variação de 0,003 ºC, o que auxilia na captura de animais endotérmicos (ex.: roedores). O órgão está localizado entre a narina e o olho e pode conter um ou mais orifícios que se distribuem ao longo das escamas supra-labiais. A fosseta loreal está conectada diretamente ao encéfalo da serpente. 